# Torreón de Lodeña
El Torreón de Lodeña (en asturiano Torrixón de Lludeña) es una torre única situada al lado de la iglesia en la localidad de Lodeña, en el concejo asturiano de Piloña.

## Historia

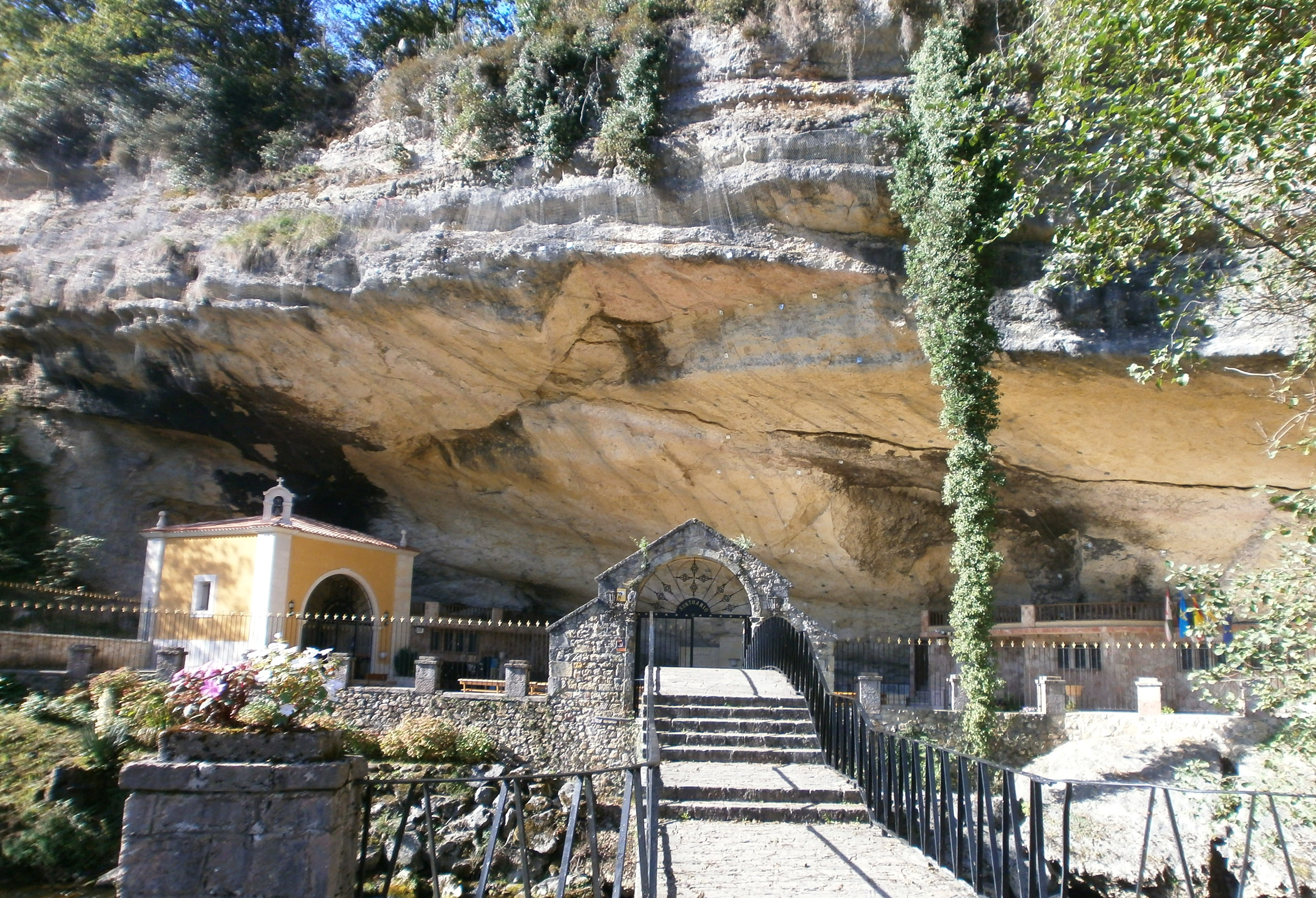
Vista general del santuario bajo la roca inclinada

Su fundación se remonta al siglo XII - XIII perteneciendo al Señorío de Lodeña. Los primeros datos, generalmente legendarios, suelen ser los que más antigüedad tienen, y este es el caso están totalmente ligados a los del Santuario de la Virgen de la Cueva. En la primera leyenda de la que se tiene conocimiento, el principal personaje es un noble portugués,  prometido o esposo según las versiones, de una dama asturiana, si bien la tradición no asegura nada. La época de los hechos no es fácil asegurarla con cierta exactitud, pero puede corresponder al segundo período feudal, poco después de constituirse la monarquía castellana. El legendario noble portugués viene a pelear contra los moros bajo las banderas de Castilla, por lo que parece muy probable que el monarca castellano fuese su señor.
De esta forma, la época de la leyenda puede situarse anterior a la concesión a Enrique de Borgoña del Condado de Lusitania, o sea, entre los siglos X y XI.
La leyenda es la siguiente: En aquella época, vivía en la zona piloñesa el señor de Lodeña, hombre piadoso y valiente. Se le apareció en sueños la  Virgen María con otra forma a la que veía en la Iglesia y ante su sorpresa, habló la Virgen diciéndole que la imagen con que la veía se la había dado ella a un monje muy santo y ascético, que vivía en las proximidades haciendo muchas y duras penitencias y que Ella deseaba que a esa imagen se le diese culto. Al despertar, el señor de la Torre de Lodeña, para asegurarse de la verdad o no de aquel sueño, pues de ser verdadero debía agradecer a la Virgen el favor que le había concedido, emprendió sus investigaciones, que vio satisfechas, puesto que, al pasar un día cerca de una caverna, creyó escuchar algo parecido a lloros y gemidos y, entrando en ella, encontró lo que buscaba.
La caverna de la peña formaba una gran cueva, con la entrada cubierta de maleza, espinos y rosales silvestres. En el fondo de ella y en un hueco tosco horadado en la piedra, vio el señor de la «Torre de Lodeña» la misma imagen que se le había aparecido en sueños y a un hombre postrado en tierra, vestido con un pobre sayal, demacrado y abatido por las penitencias y la soledad.
Reconoció enseguida en el anacoreta a su amigo, el noble y valiente guerrero portugués, que en otra época había visto pelear, a su lado, bajo las banderas del Rey de Castilla.
La historia del anacoreta la conoció el señor de la «Torre de Lodeña» enseguida. Hace algunos años, el noble portugués había dejado su tierra para pelear en el ejército castellano contra los árabes. El noble portugués venía en las huestes de un conde que tenía su castillo en las proximidades de Zamora, donde había dejado a su hija, la enamorada del noble portugués, con la que se debía casar al finalizar aquella campaña. Terminada esta, volvieron el caballero y el conde a sus tierras de Zamora, y pronto vieron los torreones del castillo condal. La  enseña condal no flameaba al aire, nadie salió a su encuentro y el castillo parecía como deshabitado. Al poco de penetrar en el castillo, se enteraron de que la hija del conde se encontraba en plena agonía, falleciendo al poco tiempo. Cuando enterraron a la bella dama, el caballero portugués salió solo, en su caballo hacia tierras de Castilla.
Y desde entonces se dedicó a una vida de meditación, oración y penitencia en el fondo de la cueva, transformándose poco a poco de audaz guerrero en hombre de sacrificio y oración. Una noche se le apareció la Virgen dejándole una imagen suya para que la tuviese físicamente ante sí lo que tan deseosamente buscaba con los ojos del alma.
Cuando su vida se agotaba y la Virgen que había colocado en una oquedad de la Cueva iba a quedar abandonada, para que no ocurriese esto, la Virgen María se apareció al señor de la «Torre de Lodeña». Este buen caballero, después de enterrar a su amigo, promovió ardorosamente el culto a la Virgen María, aumentándose después la devoción a Ella por los milagros que se realizaron en los fieles por intercesión de la Santísima Virgen que allí se veneraba y pasó a ser conocida como la Virgen de la Cueva.

## Arquitectura
Se trata de una torre cuadrada de unos cinco metros de lado con una altura de diez metros en la actualidad ya que la parte superior está bastante deteriorada, y unas paredes de casi un metro de espesor. Tiene aspilleras a distintas alturas lo que hace pensar que tenía varios pisos con escalera desde la cual y a través de ellas podían defenderse de ataques enemigos. El torreón está hecho con grandes piedras y casi sin argamasa de unión entre ellas. 
|              |
| Fachada sur. |

|                 |
| Ángulo sureste. |

|                     |
| Vista del interior. |

|                       |
| Vista desde nordeste. |

|                              |
| Vista exterior de aspillera. |

En la actualidad (2015) está destruido hasta el suelo el vértice sureste, zona por donde un enorme árbol la abraza. 
Debido a su estado de abandono este monumento se ha incluido en la Lista roja de patrimonio en peligro.
Está catalogada como Monumento de Interés Turístico Nacional.